# 中国人民解放军西部战区空军
中国人民解放军西部战区空军（英文：Western Theater Command Air Force），机关驻地四川省成都市，是中国人民解放军西部战区的空军。

## 沿革
2016年2月1日，中国人民解放军战区成立大会在北京八一大楼举行。中共中央总书记、国家主席、中央军委主席习近平向东部战区、南部战区、西部战区、北部战区、中部战区授予军旗并发布训令。
2016年2月初，空军召开东部、南部、西部、北部、中部战区空军成立大会，中央军委委员、空军司令员马晓天，空军政委于忠福，分别向5个战区空军授军旗。中国人民解放军西部战区空军机关驻四川省成都市。西部战区空军部队来自原成都军区空军、兰州军区空军。

## 编制

### 本级中共组织
- 中国共产党中国人民解放军西部战区空军委员会

### 机关职能部门
- 参谋部
- 政治工作部
- 保障部
- 纪律检查委员会

### 直属单位
- 中国人民解放军第四五二医院

### 基地
- 拉萨基地
- 兰州基地
- 乌鲁木齐基地

### 部隊

#### 殲擊機部隊
| 航空兵部队           | 驻地                     | 战术编号 | 机型    | 备注                        |
| -------------------- | ------------------------ | -------- | ------- | --------------------------- |
| 空16旅               | 宁夏银川市西花园机场     | 62X7X    | 歼-11B  | 兰州基地（贺兰飞狮）        |
| 空18旅               | 甘肃定西市临洮机场       | 62X9X    | 歼-10C  | 兰州基地 (注: 将移防公庙子) |
| 空97旅               | 重庆大足区登云机场       | 70X8X    | 歼-20A  | 兰州基地                    |
| 空98旅               | 重庆涪陵区五马机场       | 70X9X    | 歼-16   | 兰州基地（雾都雄鹰）        |
| 空99旅               | 新疆和田市和田机场       | 71X0X    | 歼-16   | 乌鲁木齐基地                |
| 空109旅              | 新疆昌吉市昌吉机场       | 72X0X    | 歼-11A  | 乌鲁木齐基地                |
| 空110旅              | 新疆乌鲁木齐市水西沟机场 | 72X1X    | 歼轰-7A | 乌鲁木齐基地（天山雄鹰）    |
| 空111旅（94040部队） | 新疆库尔勒市库尔勒机场   | 72X2X    | 歼-20A  | 乌鲁木齐基地（库尔勒雄鹰）  |

#### 运输机部队
| 航空兵部队 | 驻地       | 战术编号 | 机型  | 备注                    |
| ---------- | ---------- | -------- | ----- | ----------------------- |
| 空10团     | 四川邛崃市 | 1XX5X    | 运-9  | 西部战区空军第4运输机师 |
| 空11团     | 四川泸州市 | 1XX5X    | 运-9  | 西部战区空军第4运输机师 |
| 空12团     | 四川邛崃市 | 1XX5X    | 运-20 | 西部战区空军第4运输机师 |

#### 特种机部队
| 航空兵部队 | 驻地         | 战术编号 | 机型     | 备注 |
| ---------- | ------------ | -------- | -------- | ---- |
| 特种机团   | 青海格尔木市 | 53X5X    | 空警-500 |      |

## 历任领导
| 司令员 1. 战厚顺 空军中将（2016年2月—2020年4月，西部战区副司令员兼） 2. 王强 空军中将（2020年4月—2022年9月，西部战区副司令员兼） 3. 张洪斌 空军中将（2022年9月— ，西部战区副司令员兼） | 政治委员 1. 舒清友 空军中将（2016年2月—2018年12月，西部战区副政治委员兼） 2. 姜平 空军中将（2018年12月—） |

| 副司令员 - 亢为民 空军少将（2016年—） - 申龙洙 空军少将（2016年—） | 副政治委员 - 钟卫国 空军少将（2016年—） |

| 参谋长 - 王强 空军少将（2016年—2018年7月，西部战区副参谋长兼） 副参谋长 - 王燕崎 空军少将（2016年—） - 王启林 空军少将（2016年—） - 程晓健 空军少将（2016年—） | 政治工作部主任 - 蔡立山 空军少将（2016年—） 政治工作部副主任 - 方建东 空军少将（2016年—） - 顾庆友 空军少将（2016年—） |

| 保障部部长 - 蔡伟素 空军少将（2016年—2017年，后勤部部长） - 陈涛 空军少将（2016年—2017年，装备部部长） 保障部副部长 | 纪律检查委员会书记 - 季桂金 空军少将（2016年—） 纪律检查委员会副书记 |